# Rae Armantrout
Rae Armantrout, född 13 april 1947 i Vallejo i Kalifornien, är en amerikansk poet. Hon erhöll Pulitzerpriset i poesi 2010 för sin diktsamling Versed och fick Guggenheimstipendiet 2008.

## Karriär
Efter att Armantrout avlade Masterexamen vid San Francisco State University publicerade hon 1978 sin första diktsamling, Extremities. Året efter kom diktsamlingen Invention of Hunger ut. Hennes dikter har sedan dess publicerats i många antologier, bland andra The Oxford Book of American Poetry, The Norton Anthology of Postmodern American Poetry och The Open Door: 100 Poems, 100 Years of Poetry Magazine och flera publikationer, som The New Yorker och Los Angeles Times.
Armantrout har förutom diktsamlingar även publicerat självbiografin True, som kom 1998. Hon har även publicerat chapbooks, däribland Currency, som kom 2016 och Entaglements, som publicerades 2020.

## Priser och utmärkelser
- Guggenheimstipendiet, 2008
- Pulitzerpriset i poesi, 2010